# Hydrablabes
Hydrablabes — рід змій родини полозових (Colubridae). Представники цього роду є ендеміками Калімантану.

## Види
Рід Hydrablabes нараховує 2 види:
- Hydrablabes periops (Günther, 1872)
- Hydrablabes praefrontalis (Mocquard, 1890)

## Етимологія
Наукова назва роду Hydrablabes походить від сполучення слова дав.-гр. ὑδρο — водяний і наукової назви роду Ablabes A.M.C. Duméril, 1853 (синонім роду Lycodonomorphus). 